# Gianfranco Rocelli
Gianfranco Rocelli (Venezia, 15 luglio 1938) è un politico italiano.

## Biografia
Esponente veneto della Democrazia Cristiana. Nel 1972 viene eletto alla Camera dei Deputati, dove rimane complessivamente per cinque Legislature, fino al 1992. 
Ricopre anche il ruolo di Sottosegretario di Stato nel Governo Craxi II, nel Governo Fanfani VI e nel Governo Goria.